# مورمانو
مورمانو (به ایتالیایی: Mormanno) یک کومونه در ایتالیا است که در استان کزنتزا واقع شده‌است.

## خصوصیات
مورمانو ۷۵٫۹۰ کیلومترمربع مساحت و ۳٬۵۲۸ نفر جمعیت دارد و ۸۴۰ متر بالاتر از سطح دریا واقع شده‌است.

## خواهرخوانده
شهر Savigliano خواهرخواندهٔ مورمانو هست.